# Nedong (plaats)
Nedong of Netong, is een plaats in het arrondissement Nedong in de prefectuur Lhokha. Het ligt ten zuidoosten van Lhasa en ten oosten van Gongri Karpo in de Tibetaanse Autonome Regio in de Volksrepubliek China.
Nedong was de zetel van de Phagmodru-dynastie, die de heersende dynastie in Tibet was van 1354 tot 1435, en een zekere politieke status behield tot aan het begin van de 17e eeuw.